# Рахимов, Муртаза Губайдуллович
Муртаза́ Губайду́ллович Рахи́мов (баш. Мортаза Ғөбәйҙулла улы Рәхимов; 7 февраля 1934, д. Таваканово, Кугарчинский район, Башкирская АССР, РСФСР, СССР — 11 января 2023, Уфа, Башкортостан, Россия) — советский и российский государственный и политический деятель. Председатель Верховного Совета Башкирской АССР с 7 апреля 1990 года по 24 декабря 1993 года. Президент Республики Башкортостан с 25 декабря 1993 года по 15 июля 2010 года. Председатель совета Благотворительного фонда «УРАЛ» с 22 октября 2010 года по 11 января 2023 года.
Первый и единственный Президент Республики Башкортостан, занимавший этот пост с момента его учреждения до упразднения должности. Период его правления зачастую называют «золотым временем» республики. При Рахимове активно развивались сельские территории: проводилась масштабная газификация сёл и деревень, строились школы, библиотеки, учреждения культуры и социальной сферы. Кроме того, в 1990-е годы Республика Башкортостан, наряду с Республикой Татарстан, была одной из немногих республик Российской Федерации, где, несмотря на общий социально-экономический кризис в стране, сохранялись относительная экономическая и политическая стабильность. Достичь этого удалось во многом благодаря развитию сырьевой базы региона, налаживанию особых договорных отношений с федеральным центром и проведению политики широкой автономии.
В то же время деятельность Рахимова и возглавляемого им режима неоднократно становилась объектом критики как внутри республики, так и за её пределами. Основными направлениями критики были ограничения свободы слова, наличие цензуры, случаи коррупции в органах власти и экономики, а также политика, связанная с поддержкой и продвижением башкирского национализма. В частности, в период его правления отмечались попытки усиленной башкиризации татарского населения республики (которая, согласно некоторым источникам, продолжается и по сей день), что вызывало споры и недовольство части населения. С именем Муртазы Рахимова в истории Башкортостана связаны и такие отрицательные моменты в истории, как протесты в Благовещенске в 2004 году и незаконное присвоение и легализация акций «Башнефти» сыном Уралом Рахимовым.

## Ранние годы
Родился 7 февраля 1934 года в деревне Таваканово Кугарчинского района Башкирской АССР в семье бывшего военного и председателя ряда хозяйств, Губайдуллы Зуфаровича. По воспоминаниям современников, именно отец привил своему сыну искусство управленчества. Само же детство Муртазы, по его же воспоминаниям, было несладким. Ввиду дефицита жилой площади его отец и брат вынуждены были обустроить для семьи землянку. Условия жизни в тот период отличались крайней скудностью: повседневное существование обеспечивалось заготовкой хвороста для отопления, в рацион входили дикорастущие травы и непригодные для хранения продукты. Отец был мобилизован на фронт и вернулся лишь в 1946 году, когда собственными глазами увидел тяжелые бытовые условия, в которых семья прожила годы войны.
В 1956 году окончил Уфимский нефтяной техникум по специальности "Оператор спецтехники" и начал работать оператором на Уфимском нефтеперерабатывающем заводе. Затем в 1964 году без отрыва от производства окончил Уфимский нефтяной институт на заочную форму обучения. Там же познакомился с будущей женой Луизой, с которой работал вместе. У них в 1961 году родился сын Урал.
С 1960 по 1990 год работал на Уфимском нефтеперерабатывающем заводе имени XXII съезда КПСС начальником установки, заместителем начальника цеха, заместителем начальника производства, заместителем главного инженера по пуску и наладке новых производств. Занимал в этот период должности от главного инженера до директора Уфимского нефтеперерабатывающего завода . Являлся членом КПСС с 1974 по август 1991 года и народным депутатом СССР с 1989 года.
В этот период, будучи руководителем Уфимского нефтеперерабатывающего завода, осуществлял производство товаров народного потребления для своих работников, осуществлял техническое руководство по строительству и вводу в эксплуатацию крупнейших в Европе производств высших жирных спиртов и ароматических углеводов, а также активно принимал участие в развитии внешнеэкономических связей со странами Скандинавии (Финляндия, Швеция, Дания и Норвегия). Был награждён орденом Трудового Красного Знамени и "Знаком почета", а также стал заслуженным нефтяником БАССР и заслуженным рационализатором РСФСР, имея при себе 35 авторских свидетельств.

## Президентство

### Председатель Верховного Совета Башкирской АССР (1990—1993)
Я не стремился к власти, но и отказываться от нее не в моих правилах, потому что я всегда был и остаюсь государственным человеком и патриотом. Мне не безразлично, что происходит в республике и стране.
В марте 1990 года был избран народным депутатом Башкирской АССР, занимая эту должность до декабря 1993 года. 
Начало пребывания Рахимова на посту народного депутата ознаменовалось переломными событиями в Башкирской АССР. В начале 90-ых в Уфе произошла крупнейшая техногенная катастрофа, связанная с утечкой фенола в реку Уфу, являющуюся источником хозяйственно-питьевого водоснабжения города Уфы, из-за техногенной аварии на предприятии ПО «Уфахимпром». Загрязнение воды в районе Южного водозабора превышало ПДК более чем в 100 раз. Одновременно с этим, в республике, как и по всему СССР в целом, происходил продовольственный кризис, связанный с ростом товарного дефицита и карточной системой, а также ростом сепаратистских настроений. Сам же Муртаза Рахимов подвергал критике действие предыдущих руководителей Башкирской АССР, поскольку, по его словам, несмотря на то, что Республика Башкортостан по объемам промышленной продукции и другим показателям опережал многие союзные республики, тем не менее, самой республике от этого доставалось мало, а по решению социального вопроса она занимала 80-е место. 
Август 1991 года стал переломным для карьеры Муртазы Рахимова. Во время августовского путча поддерживал ГКЧП, но после его проигрыша объявил о выходе из КПСС и поддержке Президента РСФСР Ельцина. Тогда же он подписывает заявление председателей Верховных Советов республик, входящих в состав РСФСР, о поддержке законно избранной власти РСФСР, ее конституции и законов и неподчинении решениям и указаниям ГКЧП.
В марте 1992 года отказывается от намеченного на 17 марта съезда народных депутатов России. Как он писал в своих мемуарах, практически не видел никаких перспектив для СНГ, заявляя, что он представляет собой надуманную и нежизнеспособную структуру. В том же году, подписал договор с Россией о включении Башкирии в ее федеративный состав, при этом добавив, что в рамках документа республики оставался ряд собственных прав и полномочий, такие как собственная Конституция, сосуществовавшая одновременно со всероссийской.

### Первый президентский срок (1993—1998)
12 декабря 1993 года всенародно избран первым Президентом Республики Башкортостан, набрав 63 % голосов избирателей. Инаугурация состоялась 25 декабря 1993. 3 августа 1994 в ходе первого президентского срока был подписан Договор Российской Федерации и Республики Башкортостан о разграничении предметов ведения и взаимном делегировании полномочий между органами государственной власти Российской Федерации и органами государственной власти Республики Башкортостан.
Как писали многочисленные российские СМИ, Муртаза Рахимов получил известность, как политик, возглавлявший борьбу национальных республик за суверенитет и максимально возможную независимость от Москвы. В период, когда он возглавлял ВС Башкирии, были приняты Декларация о государственном суверенитете республики, от имени Республики Башкортостан были подписаны Федеративный договор и приложение к нему. Башкирским парламентом республика была определена как субъект Российской Федерации. В этом плане существовало отличие от Республики Татарстан, которая не подписывала Федеративный договор. Гендиректор Института региональных проблем Максим Дианов отмечал, что первые двусторонние соглашения стали заключаться уже после принятия новой российской конституции, поскольку Ельцин, по его словам, "обменивал суверенитет на лояльность". Газета «Коммерсантъ» писала, подписание договора о разграничении полномочий позволило Уфе заняться самостоятельным формированием органов власти. Также СМИ отмечали, что Муртаза Рахимов имел широкую поддержку среди сельского населения, за что получил прозвище «Бабай» (с баш. — «Дедушка»).
В июне 1995 года Муртаза Рахимов подписал указ о мерах по организации производства ежегодно 1500 автобусов в Нефтекамске, тем самым, дав дорогу серийному производству автобусов фирмы НефАЗ, начавшемуся в 2000 году. В том же году с 1 по 2 июня в Уфе прошел I Всемирный курултай башкир, в котором принимало участия около 800 делегатов из Башкортостана, 28 субъектов РФ и 19 стран мира. Работало 10 секций. Обсуждались проблемы по укреплению государственности Башкортостана и его конституции; по социально-экономическому, политическому и национально-культурному развитию Башкортостана и башкирского народа; по установлению и развитию связей с башкирами, проживающими за пределами республики и др. Были приняты обращения к башкирской нации, народам РБ, государствам мира, Государственному Собранию — Курултаю РБ, ООН.
В январе 1996 года был назначен членом Совета федерации по должности и комитета по конституционному законодательству и судебно-правовой реформе.

### Второй президентский срок (1998—2003)

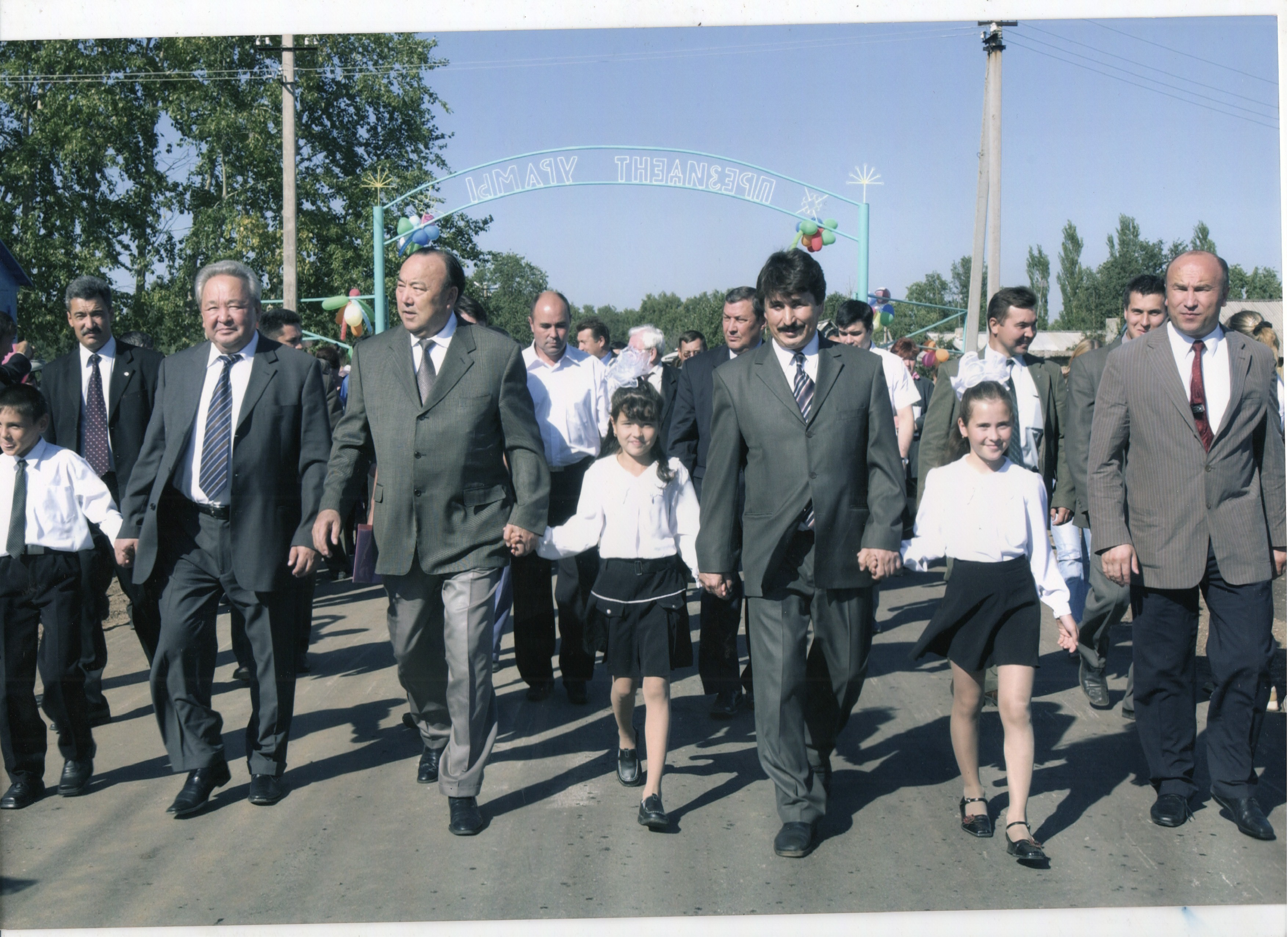
Во время рабочей поездки в Кармаскалинский район.

14 июня 1998 года на выборах переизбран на пост Президента Республики Башкортостан на второй срок, набрав 70,2 % голосов. Основной соперник Риф Казаккулов (баш. Риф Ҡаҙаҡҡолов), министр лесного хозяйства республики, набрал 9 % голосов избирателей. Остальных кандидатов: Марата Миргазямова, Рафиса Кадырова, Александра Аринина ЦИК не допустил до выборов, сославшись на фальшивые собранные подписи. Как отмечали СМИ, Верховный суд России признал незаконным отказ в регистрации Аринина и Миргазямова. Ряд независимых СМИ отмечали о фальсификации на выборах 1998 года и захват независимой радиостанции Титан, активно критиковавшей политику Рахимова и призывавшей граждан не голосовать за него. Всего это приводило к массовым беспорядкам, сопровождавшимся блокадой движения в Уфе, также столкновениями с работниками правоохранительных органов.
В 1993—2001 годах являлся по должности членом Совета Федерации РФ и членом Государственного совета Российской Федерации. С 12 марта по 17 сентября 2001 — член президиума Государственного совета Российской Федерации.
В 1999 году стал одним из учредителей и сопредседателей всероссийской партии «Отечество — Вся Россия», вошедшей 1 декабря 2001 года в партию «Единая Россия». Тогда же он стал членом Высшего совета партии.
В начале 2000-ых годов Муртаза Рахимов подал иск на лидера партии Яблоко Григория Явлинского в Белорецкий городской суд РБ. Причиной тому послужили заявления активистов партии, опубликованные в газете «Известия Башкирии» в декабре 1999 года в ходе предвыборной кампании в Госдуму. Как утверждал Рахимов, сведения, опубликованные в листовках, порочили его честь, достоинство и деловую репутацию. Он требовал взыскать с Григория Явлинского и его товарища-однопартийца Дмитрия Хрусталева по 800 и 200 тысяч рублей соответственно. 25 мая 2000 года Белорецкий суд вынес решение в пользу Муртазы Рахимова. Однако 2 ноября 2001 года Верховный суд РФ отменил это решение по кассационной жалобе адвоката Григория Явлинского. Дело было направлено для рассмотрения по существу в Кунцевский суд столицы. В июне 2002 года Кунцевский межмуниципальный суд Москвы в среду частично удовлетворил иск.
В том же году разразился скандал вокруг переписи населения 2002 года в Республике Башкортостан. По предварительным данным, число переписанных в Башкортостане лиц составило более 4 млн 100 тыс. человек, в Уфе переписано более 1 млн человек. Согласно переписи, в Башкортостане насчитывалось 4 104 336 человек из них русские 1 490 715 (36%), татары 990 702 (24%), в то время, как башкиры 1 221 302 (30%), что вызвало недовольство среди татарского населения, раннее занимавшее второе место по численности населения Башкортостана после русских. Татарские общественники неоднократно обвиняли руководство и администрацию президента Республики Башкортостан в фальсификации численности населения, именуемой «башкиризацией».

### Третий президентский срок (2003—2010)
21 декабря 2003 года в соответствии с Федеральным законом «Об основных гарантиях избирательных прав и права на участие в референдуме граждан Российской Федерации» М. Г. Рахимов, набрав во втором туре 78,01 % голосов, в третий раз всенародно избран Президентом Республики Башкортостан. Как и на предыдущих выборах президента Республика Башкортостан, независимые и федеральные СМИ неоднократно отмечали случаи нарушения на выборах. Основными соперниками были питерский бизнесмен и совладелец «Межпромбанка» Сергей Веремеенко и бывший топ-менеджер «Лукойла» миллиардер Ралиф Сафин. Скандалы были связаны с борьбой за контроль над предприятиями топливно-энергетического комплекса Республики Башкортостан, а также «контроля клана Рахимова» над предприятиями ТЭК. Как писала Газета «Коммерсантъ», за год до начала выборов проводилось расследование приватизации активов башкирского нефтехимического комплекса, в результате которого было возбуждено уголовное дело против Урала Рахимова, сына Муртазы Рахимова. Также в газете сообщалось, что в 2003 году «Башнефтехим» и Башкирская топливная компания (БТК) продали принадлежащие им государственные пакеты акций нескольким частным компаниям по заниженной цене. Эти компании — ООО «Таймас», «Соцсервис», «Щит», «АТП-99», «Нефтехимтранс», «Химспецтранс» и др. — затем учредили фонд «Башкирский капитал», в который внесли приобретённые акции. Председателем совета директоров фонда стал Урал Рахимов. Впоследствии «Башнефтехим» была ликвидирована министерством имущественных отношений Башкирии. Позже, по данным «Коммерсанта», паи фонда были выкуплены самими предприятиями топливно-энергетического комплекса. В том же году Счётная палата выявила серьёзные нарушения при приватизации башкирских предприятий ТЭК. Ущерб государству оценивался в 120 миллионов рублей только по номинальной стоимости акций. По результатам проверки было возбуждено уголовное дело по статье о причинении имущественного ущерба злоупотреблением доверием. Дело передали в следственный комитет МВД РФ по Приволжскому округу, но к 2007 году информация о ходе расследования так и не появилась.
Помимо этого, сообщали о грязных политтехнологиях, использовавшихся в предвыборной кампании. В частности, водителей уфимских маршруток якобы принуждали вешать портреты кандидата Веремеенко под угрозой увольнения. Также активно распространялись слухи о беременности дочери Сафина, певицы Алсу, а сам Сафин на государственных каналах именовался "сенатор Алсуевич". Кроме того, сообщалось, что избирателям рассылались поздравления от имени кандидатов Сафина и Веремеенко, адресованные умершим родственникам. Агитаторам запрещалось работать против действующего главы Рахимова, например, студентов, у которых находили агитационные материалы за оппозицию, якобы отчисляли из учебных заведений.
В период середины нулевых годов в городах Республики Башкортостан проводились многочисленные митинги с требованием отставки Рахимова. Сперва митинги проводились в 2004 году в Благовещенске, а затем в 2005 году в Уфе. По версии «Новой газеты», в ходе операции были задержаны от 500 до 1500 женщин, мужчин и подростков и даже инвалидов, всего (2,5 % населения города), причем многие из них избиты и подвергнуты пыткам. Некоторые после травм стали инвалидами. Среди обвиняемых по факту «превышения должностных полномочий» оказался начальник Благовещенского ГРОВД, командир отряда Тише  другие сотрудники милиции, которых понизили в должности. Как сообщила Лента.ру, по результатам работы специальной комиссии центрального аппарата МВД, пострадали, по разным оценкам, до 1000 человек. Разница в цифрах получилась из-за того, что, как сообщают башкирские правозащитники организации «За права человека», «прокуратура негласно саботировала расследование, не принимая заявления от граждан». Одним из первых результатов работы стало увольнение прокурора Благовещенска Шамиля Исмагилова.
Имели место и более серьезные инциденты. В воскресенье в штаб Ралифа Сафина привезли избитого члена территориальной комиссии из Хайбуллинского района Марса Мустафина. В больнице у него диагностировали множественные ушибы мягких тканей и внутренних органов. Мустафин рассказал, что накануне вечером у здания комиссии его и двух наблюдателей из Чебоксар атаковали группа молодых людей, после чего вывезли в Оренбургскую область и пригрозили больше не возвращаться в Башкортостан. Несмотря на эти потери, оставшиеся наблюдатели продолжили активно отстаивать демократию в республике.
В середине сентября 2006 года досрочно поставил перед Президентом России Владимиром Путиным вопрос о доверии. 5 октября Путин внёс в Курултай Республики Башкортостан его кандидатуру для утверждения на новый срок. 10 октября 2006 года депутаты Курултая наделили Рахимова президентскими полномочиями на новый пятилетний срок.
12 июля 2010 года на встрече с руководителем администрации президента России Сергеем Нарышкиным заявил о намерении досрочно покинуть свой пост.
15 июля 2010 года Президент Российской Федерации Дмитрий Медведев принял отставку Рахимова с поста президента Республики Башкортостан.

## После президенства

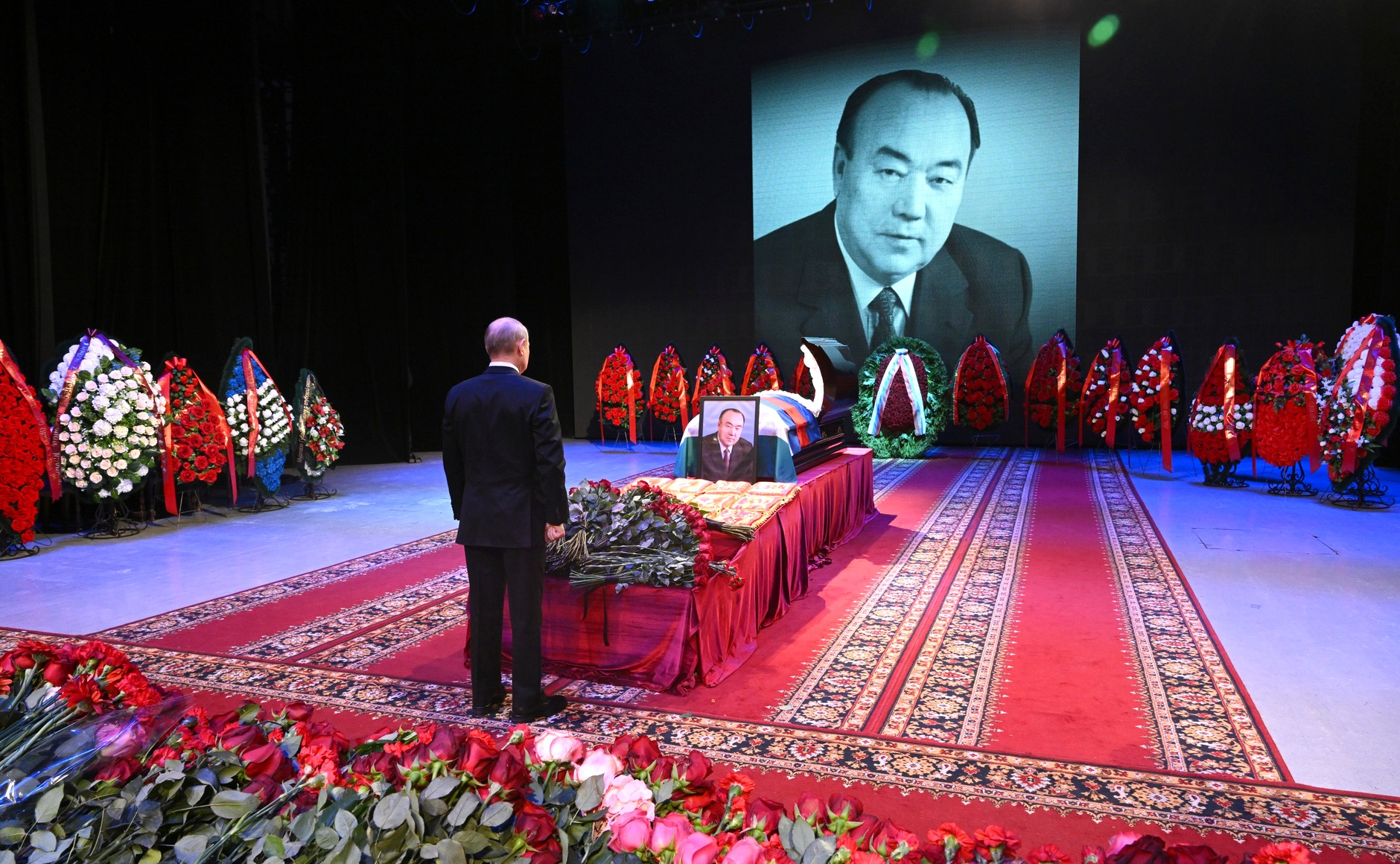
Президент Российской Федерации Владимир Путин принял участие в церемонии прощания с первым президентом Республики Башкортостан Муртазой Рахимовым, 13 января 2023 года

С 22 октября 2010 года — председатель совета Благотворительного фонда «УРАЛ», контролирующего 63 млрд рублей, вырученных от продажи ОАО «АНК „Башнефть“», уфимских нефтеперерабатывающих заводов и ОАО «Башкирнефтепродукт» в 2009 году.
С 8 декабря 2010 года по 29 июня 2012 года — член Совета директоров ОАО АНК «Башнефть».
В марте 2011 года средства массовой информации отмечали о результатах проведенной комплексной проверки использования бюджетных средств в Республике Башкортостан в последний год пребывания Рахимова на посту главы республики, согласно которым, ущерб, нанесенный бюджету Республики Башкортостан, составил 22,6 миллиарда рублей, что было сопоставимо с двадцатью процентами от всего его объема. Были отмечены нарушения, связанные со строительством ТЭК. 

## Смерть
Скончался 11 января 2023 года на 89-м году жизни в Уфе после тяжёлой продолжительной болезни. Общее прощание и траурная церемония с первым президентом Башкортостана прошли 13 января в ГКЗ «Башкортостан». На церемонии прощания присутствовали Президент России Владимир Путин, Полномочный представитель президента Российской Федерации в Приволжском федеральном округе Игорь Комаров, действующий глава Республики Башкортостан Радий Хабиров, Премьер-министр Правительства Республики Башкортостан Андрей Назаров, председатель Государственного собрания — Курултая Республики Башкортостан Константин Толкачёв, государственный советник Татарстана, первый Президент Республики Татарстан Минтимер Шаймиев, действующий президент Татарстана Рустам Минниханов, мэр Уфы Ратмир Мавлиев и многие другие. Похоронен на Мусульманском кладбище Уфы.

## Семья
Отец, Губайдулла Зуфарович Рахимов, после Великой Отечественной войны работал председателем ряда хозяйств и в 1956 году награждён орденом «Знак Почёта».
Супруга — Луиза Галимовна Рахимова. 
Сын — Урал Муртазович Рахимов (род. 1961). В 2014 году ему было предъявлено заочное обвинение в легализации незаконно полученных денежных средств (статья 174.1 УК РФ) и присвоении в особо крупном размере (статья 160 УК РФ). Расследование уголовного дела продолжается, и в мае 2017 года оно было продлено на очередные три месяца до 28 октября 2017 года. Обвиняется в незаконном присвоении и легализации акций «Башнефти», а также продаже приватизированной в 2005 году структуры башкирского ТЭКа АФК «Система». В настоящее время проживает в Австрии.

## Память
- Памятник Муртазе Рахимову (2024) — памятник первому президенту Башкортостана, расположен между зданиями Курултая РБ и правительства республики[49].
- В 2023 году башкирской республиканской гимназии интернат было присвоено имя Муртазы Рахимова[50]
- В городе Кумертау был открыт бюст Муртазе Рахимову.[51]
- В 2024 году была выпущена энциклопедия «Муртаза Рахимов» — одна из первых персональных энциклопедий в России, посвящённых государственному деятелю[52].

## Награды
Государственные награды
- Орден «За заслуги перед Отечеством» I степени (15 июля 2010) — за большой вклад в социально-экономическое развитие республики и многолетнюю плодотворную государственную деятельность[53]
- Орден «За заслуги перед Отечеством» II степени (18 апреля 1999) — за большой личный вклад в укрепление и развитие российской государственности, дружбы и сотрудничества между народами[54]
- Орден Дружбы народов Российской Федерации (4 февраля 1994) — за заслуги в проведении в жизнь экономических преобразований и большой вклад в развитие сотрудничества между народами России[55]
- Орден Трудового Красного Знамени (1986)
- Орден «Знак Почёта» (1980)

Поощрения Президента и Правительства Российской Федерации
- Почётная грамота Президента Российской Федерации (7 февраля 2009) — за большой вклад в социально-экономическое развитие республики и многолетнюю добросовестную работу[56]
- Благодарность Президента Российской Федерации (6 февраля 2004) — за большой вклад в развитие российской экономики, строительство федеративных отношений и укрепление межнационального согласия[57]
- Благодарность Президента Российской Федерации (7 февраля 1999) — за большой вклад в социально-экономическое развитие республики и многолетний добросовестный труд[58]
- Благодарность Президента Российской Федерации (12 августа 1996) — за активное участие в организации и проведении выборной кампании Президента Российской Федерации в 1996 году[59]
- Почётная грамота Совета Федерации Федерального Собрания Российской Федерации (2001)
- Почётная грамота правительства Российской Федерации (30 апреля 2002) — за большой личный вклад в дело военно-патриотического воспитания населения и обеспечение обороноспособности страны[60]

региональные:
- Почётный гражданин Стерлитамака[61]
- Заслуженный рационализатор РСФСР (1974)[62]
- Заслуженный нефтяник Башкирской АССР (1977)
- Орден «За заслуги перед Республикой Башкортостан» (2000, Башкортостан)
- Орден Салавата Юлаева (2004, Башкортостан)
- Почётный гражданин Уфы (14 мая 2004)
- Почётный гражданин Белорецкого района и Белорецка (2007)
- Почётный гражданин Нефтекамска (2007)
- Орден Дружбы народов (2009, Башкортостан)
- Почётная грамота Президента Башкортостана (2010, Башкортостан) — за выдающиеся заслуги перед страной, народом и укрепление межнациональных отношений[63]

иностранные:
- Орден «Честь и слава» I степени (2003, Республика Абхазия)[64]
- Орден «За заслуги во внешней торговле» (2004, Бельгия)[65]
- Орден «Достык» II степени (Казахстан, 2015 год)[66]

ведомственные:
- Медаль «За укрепление таможенного содружества» (ФТС России)
- Наградной пистолет ПМ (1999)
- Медаль «За взаимодействие с ФСБ России» (2004, ФСБ России) — за значительный личный вклад в достижении положительных результатов, полученных в ходе совместной деятельности с органами безопасности
- Именной пистолет ПМ (11 ноября 2004)[67] — от министра обороны РФ, «за содействие в решении задач, возложенных на вооруженные силы России»[68]
- Медаль «За содействие органам наркоконтроля» (2007, ФСКН России) — за большой вклад в реализацию государственной политики в области борьбы с наркоманией[69]

религиозные:
- Орден Святого благоверного царевича Димитрия (1999, Русская православная церковь)
- Орден «Аль-Иззат» (2019, ЦДУМ, отказался)[70]
- Орден преподобного Сергия Радонежского I степени (2016, Русская православная церковь)[71]
- Орден Преподобного Серафима Саровского III степени (2022, Русская православная церковь)[72]

общественные:
- Лауреат национальной премии бизнес-репутации «Дарин» Российской Академии бизнеса и предпринимательства (2001)
- Лауреат «Национальной премии имени С. Я. Витте».
- Орден «За пользу Отечеству» имени В. Н. Татищева (2002, РАЕН) — за реализацию программы «Питьевые и минеральные воды РБ»
- Медаль Петра Великого (2002, Общественный фонд «Лучшие менеджеры эпохи»)
- Премия «Российский Национальный Олимп» в номинации «Президент 2002—2003»
- Золотая звезда «Честь и достоинство» (2003, Международный комитет защиты прав человека)
- Почётный национальный знак «Лидер российской экономики» (2004)
- Орден «Великая Победа» (2005, Академия проблем безопасности, обороны и правопорядка)

## Текущий взгляд

### Оценки деятельности
Рахимова называли хитроумным политиком, умело использующим восточные интриги, когда речь идёт о борьбе интересов. Действительно, за кажущейся горячностью башкирского президента скрываются расчёт и хладнокровие, за внешней простотой — природный ум и глубокие разносторонние знания. По сути он — центрист, одинаково дистанцировавшийся от лобби политических мастодонтов и олигархов, и радикалов, кричащих об особом пути республики. Ему всегда удавалось использовать влияние первых и остужать горячие головы вторых.
Не утихают споры о личности Муртазы Рахимова и его правлении. Находясь у власти,  он неоднократно становился объектом критики как со стороны региональных политических и общественных деятелей, так и со стороны федеральных органов власти.
Муртаза Рахимов подвергался критике за авторитарный стиль руководства, за подавление оппозиций и ограничение свободы слова. Как писал политолог Иван Преображенский, во времена правления Муртазы Рахимова Республика Башкортостан превратилась в тестовый полигон для построения этнофеодального строя, основанного на заигрывании с башкирским национализмом и фальсификации на выборах. По его воспоминаниям, президента ловили на печати второго тиража бюллетеней под башкирские президентские выборы. Другой политолог, Дмитрий Михайличенко, также добавил, что президент пустил развитие своей республики по феодальному «туркменскому варианту», основанному на культе личности и отсутствии демократии. Многочисленные оппозиционные СМИ, одним из которых была радиостанция «Титан» закрывались, а их сотрудники увольнялись или же были арестованы.
Проживающие в Башкортостане татары критиковали Рахимова за проводимую им политику башкиризации и фальсификацию итогов переписей 2002 и 2010 годов, в которых татары, ранее занимавшие вторые места во всех переписях населения, оказались на третьем месте. По словам экспертов, многие татарские школы и детские дошкольные учреждения были закрыты и перепрофилированы в башкирские; несмотря на численный паритет носителей татарского языка и носителей русского и башкирского языков, татарский язык не получил статуса государственного языка, имело место намеренное искажение итогов переписи населения, выразившееся в значительном увеличении численности башкир за счет снижения доли татарского населения в республике. В некоторых книгах и учебниках по истории и культуре Башкортостана татары часто выставлялись в негативном ключе. Также выявлялись случаи, когда на работу не брали по национальному признаку.
Ахиллесовой пятой также становились скандалы, связанной с деятельностью сына Урала Рахимова. Самыми яркими из них была продажа им АФК «Система» структур после приватизации предприятий башкирского ТЭКа в 2005 году и 2009 году. На данный момент Урал Рахимов находится в международном розыске.
Однако отмечались и положительные стороны правления.
За годы работы Рахимова в республике было построено и реконструировано свыше тысячи школ, в которых дети 15 национальностей имели возможность изучать родной язык
, введено 8275 больничных койко-мест, из которых около трети — в сельской местности. Также во времена правления Муртазы Рахимова в Республике Башкортостан экономическая ситуация оставалась относительно благополучной. Во многом это было связано не только с тем, что республика была и остается богатой нефтью, но и также тем, что Муртаза Рахимов не проводил шоковую терапию в республике, в частности, отказывался реформировать и упразднять колхозы, мотивируя это следующими словами:
Радоваться надо, когда страна сама себя кормит!
В период с 2006 по 2011 год республика не входила в список регионов-доноров. Также эксперты отмечали, что на июнь 2009 республика не входила в список кризисных.
За оказанную поддержку православной религии в республике Башкортостан, имя Муртазы Рахимова отлито на одном из колоколов собора Рождества Богородицы в Уфе.

### Критика центральных властей
Я только что прочитал, что партия «Единая Россия» должна быть «независимой» — «не под лапой губернатора». В качестве образца для подражания приводят советскую ситуацию, когда председатель облисполкома подчинялся первому секретарю обкома КПСС. Извините, но основа партии должна формироваться снизу. А у нас пока этого не видно. Партией пытаются рулить люди, которые и тремя курицами не командовали.

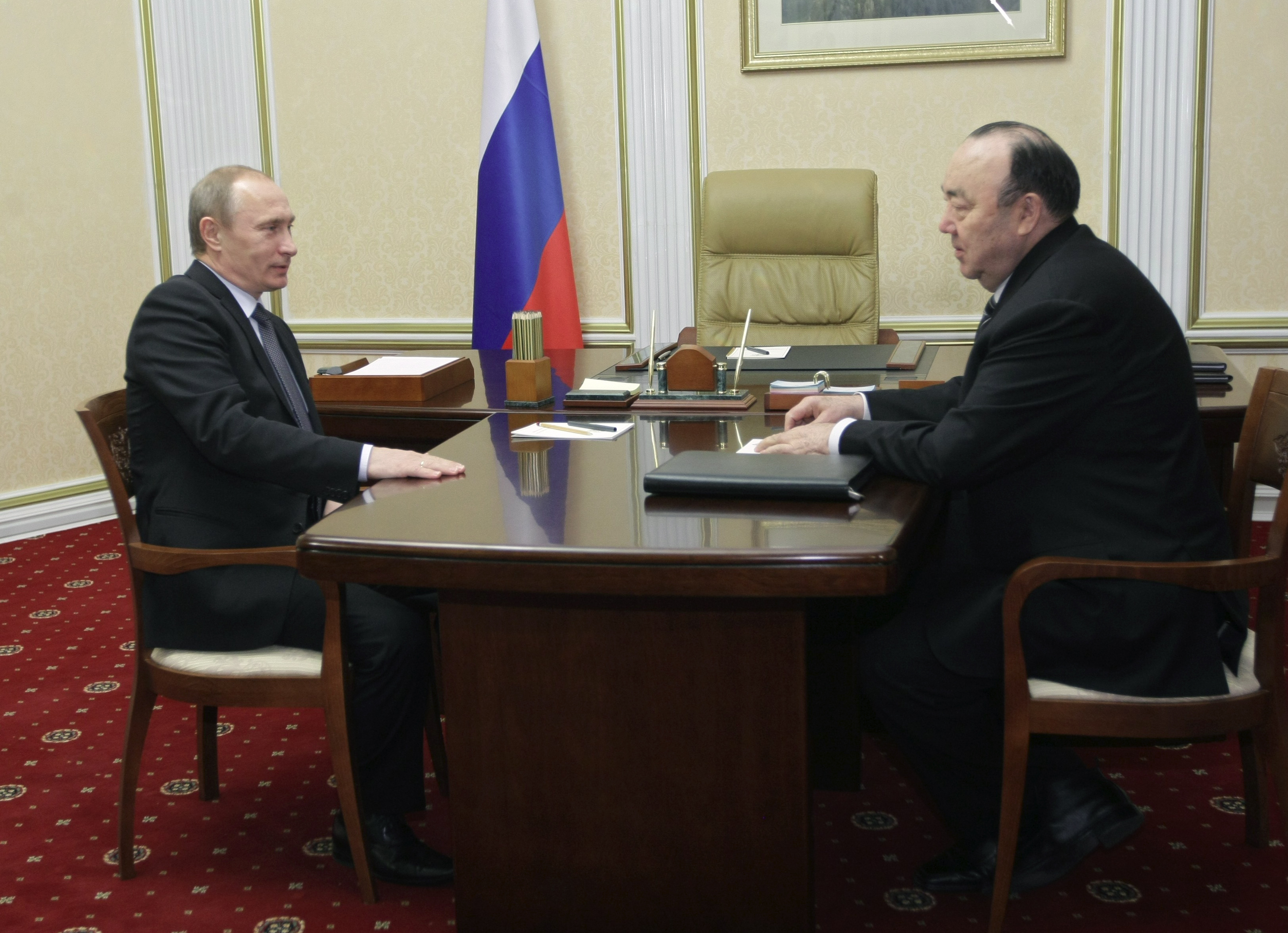
Рабочая встреча с Владимиром Владимировичем Путиным, тогдашним председателем Правительства Российской Федерации, 2010

Ещё задолго до начала правления Владимира Путина отношения между российскими и региональными властями складывались напряжённо. Несмотря на то, что Муртаза Рахимов состоял в прокремлёвской партии «Наш дом — Россия», он неоднократно позволял себе критиковать действия первого президента России Бориса Николаевича Ельцина. В преддверии референдума о поддержке политики Бориса Ельцина и правительства Гайдара в 1993 году, выражал уверенность, что президент РФ не наберёт необходимого количества голосов. По его словам, Борис Ельцин не сумел стать национальным лидером и «отцом нации», оставшись лишь кумиром радикал-демократов, которые не выражают в целом мнения народа. А в интервью информационному агентству «Интерфакс» обвинял первого президента Российской Федерации в развязывании войны в Чечне. Все это привело к тому, что Муртазу Рахимова подозревали в сотрудничестве с лидером Ичкерии Джохаром Дудаевым и сговоре с Шамилем Басаевым.
В дальнейшем напряжение в отношении с новой властью только возрастало.
Период 1999-2000 ознаменовался информационными войнами между спонсируемым Борисом Березовским прокремлёвским блоком «Единство» и «Отечество — Вся Россия», куда входили Муртаза Рахимов, а также президент Республики Татарстан Минтимер Шаймиев и мэр Москвы Юрий Лужков. На канале ОРТ (ныне Первый канал) был снят выпуск передачи «Авторская программа Сергея Доренко», в которой «жестко» подвергали критике Муртазу Рахимову и его правление. Все это привело к тому, что трансляция передачи на территории Республика Башкортостан перекрывалась местным эфиром, что вызвало недовольство среди сторонников партии «Единство», а также оппозиционных СМИ.
Во время президентства Рахимова Радий Хабиров был со скандалом уволен  с поста главы администрации президента республики, исключён из регионального отделения партии «Единая Россия», и в отношении него было начато уголовное расследование по подозрению в коррупции. Однако скоро Хабиров был восстановлен в «Единой России» решением бюро Высшего совета.
В 2009 году Муртаза Рахимов раскритиковал складывающийся политический строй в Российской Федерации. В частности, Рахимов высказал мнение, что страна в итоге вернулась к однопартийной системе, а Госдума фактически не принимает никаких решений. Также Рахимов заметил, что страна, отойдя от демократического курса, ушла в сторону жёсткой централизации. В 2010 году Рахимов добавил, что существующая система распределения доходов между федеральной и региональной властью привела в итоге к сокращению количества регионов доноров, тем самым показала свою неэффективность. Добавив, что федеральный центр всё больше перекладывает социальную ответственность на региональные власти.
Несмотря на это, 13 января 2023 года президент Российской Федерации Владимир Путин принял участие в церемонии прощания с первым президентом Республики Башкортостан Муртазой Губайдулловичем Рахимовым. Прощание прошло в Уфе.

## Труды
- Рахимов М.Г. Башкортостан: за порядок в республике, благополучие в каждом доме: Программа действий на 2003 - 2008 годы. Уфа: Башкортостан, 2003. С. 12.
- Рахимов Муртаза. Башкортостан - моя судьба: очерки, статьи, интервью, выступления, обращения, документы / [редкол.: М.А. Аюпов (гл. ред.) и др.]; сост. С.М. Бадретдинов. Уфа : Китап,1998. 366 с.
- Рахимов, Муртаза Губайдуллович (1934-). 30 вопросов и ответов: экон. реформы: вариант Башкортостана, правда о приватизации пром. предприятий, нац. политика, как будет проходить реформа ЖКХ, гос. поддержка села - Уфа : Башкортостан, 2003. - 39 с.; 20 см. - (Изменим жизнь к лучшему).